# Lawrence Quaye
Lawrence Quaye, né le 22 août 1984 à Accra, est un footballeur international qatarien, originaire du Ghana dont il a été naturalisé. Il évolue au poste de milieu défensif au Umm Salal SC.
Il est aussi connu sous le nom d'Anas Mubarak (arabe : أنس مبارك) depuis sa naturalisation qatarienne.

## Carrière
- 2001-2002 : Liberty Professionals  Ghana
- 2002-2003 : AS Saint-Étienne  France (D2), 6 matchs
- 2003-2004 : AS Saint-Étienne  France (L2), 22 matchs, 1 but
- 2006-2007 : Al Ittihad Alep  Syrie
- 2007-2017 : Al-Gharafa SC  Qatar
- 2017-2018 : Al-Markhiya SC  Qatar
- Depuis 2018 : Umm Salal SC  Qatar

## Palmarès
- AS Saint-Étienne
  - Champion de France de Ligue 2 en 2004